# Bondarénkove
Bondarénkove (en (ucraïnès): Бондаренкове) és un poble (un possiólok) de la República Autònoma de Crimea a Ucraïna, que el 2014 tenia 30 habitants. Pertany al districte rural d'Aluixta.